# Шлемоносный длиннохвостый скворец
Шлемоносный длиннохвостый скворец (лат. Onychognathus salvadorii	) — вид певчих птиц семейства скворцовых. Подвидов не выделяют. Распространён в восточной Африке от центральной Эфиопии до северо-востока Уганды, центральная Кения и центр Сомали. Обитает в сухих кустарниковых зарослях и среди скал. Видовое название дано в честь  итальянского врача, педагога и орнитолога Томмазо Сальвадори (итал. Tommaso Salvadori, 1835—1923).

## Описание
Шлемоносный длиннохвостый скворец — крупный скворец длиной 40 см и массой около 160 г. Окраска оперения самцов преимущественно блестящего чёрного цвета. Первостепенные маховые перья красновато-коричневые. Хвост сильно градуированный, с длинными центральными рулевыми перьями и зеленоватым отливом. У самок голова и горло с зеленоватым оттенком, участки вокруг глаз и кроющие ушей серого цвета. У обоих полов у основания клюва и на лбу есть гребень из щетинистых перьев. Радужная оболочка тёмно-красная, а ноги и клюв чёрные.